# Mosquée El Ajouzine
La mosquée El Ajouzine, dite aussi Jemaâ El Ajouzine (arabe : جامع العجوزين), est l'une des mosquées de la médina de Sfax.

## Localisation
La mosquée se situe en face de Bab Diwan, dans la partie sud de la médina de Sfax, à proximité de la mosquée Sidi Abdelmoula. Elle donne aussi sur la rue de la grande mosquée, l'un des axes principaux de la médina.

## Histoire et étymologie

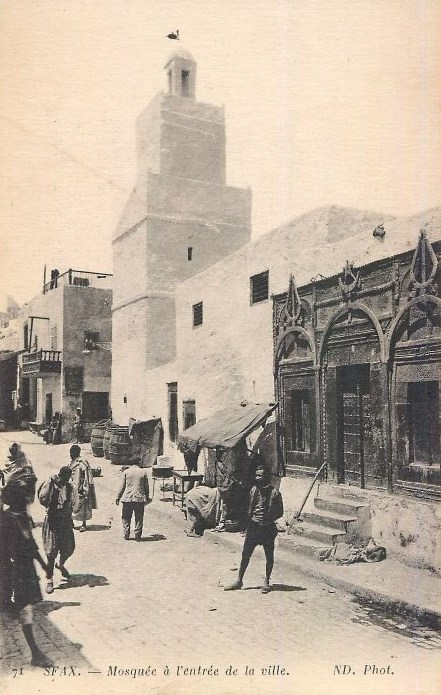
Mosquée El Ajouzine au début du XXe siècle.

Dans l'histoire populaire sfaxienne, la mosquée El Ajouzine occupait l'emplacement de deux demeures anciennes appartenant à deux vieilles femmes de la région. Celles-ci ont décidé de faire don de leurs deux maisons adjacentes pour les combiner et en faire une mosquée, ce qui explique le nom de la mosquée, signifiant littéralement « les deux vieilles femmes » en arabe.
Dès 1922, la mosquée évolue d'une simple salle de prière à une mosquée accueillant la prière du vendredi.
À l'instar de beaucoup bâtiments de la médina de Sfax, la mosquée subit des dégâts à cause de bombardements durant la Seconde Guerre mondiale. Des travaux de restauration pour sauvegarder le monument sont menés par la municipalité de Sfax en 1963.

## Description

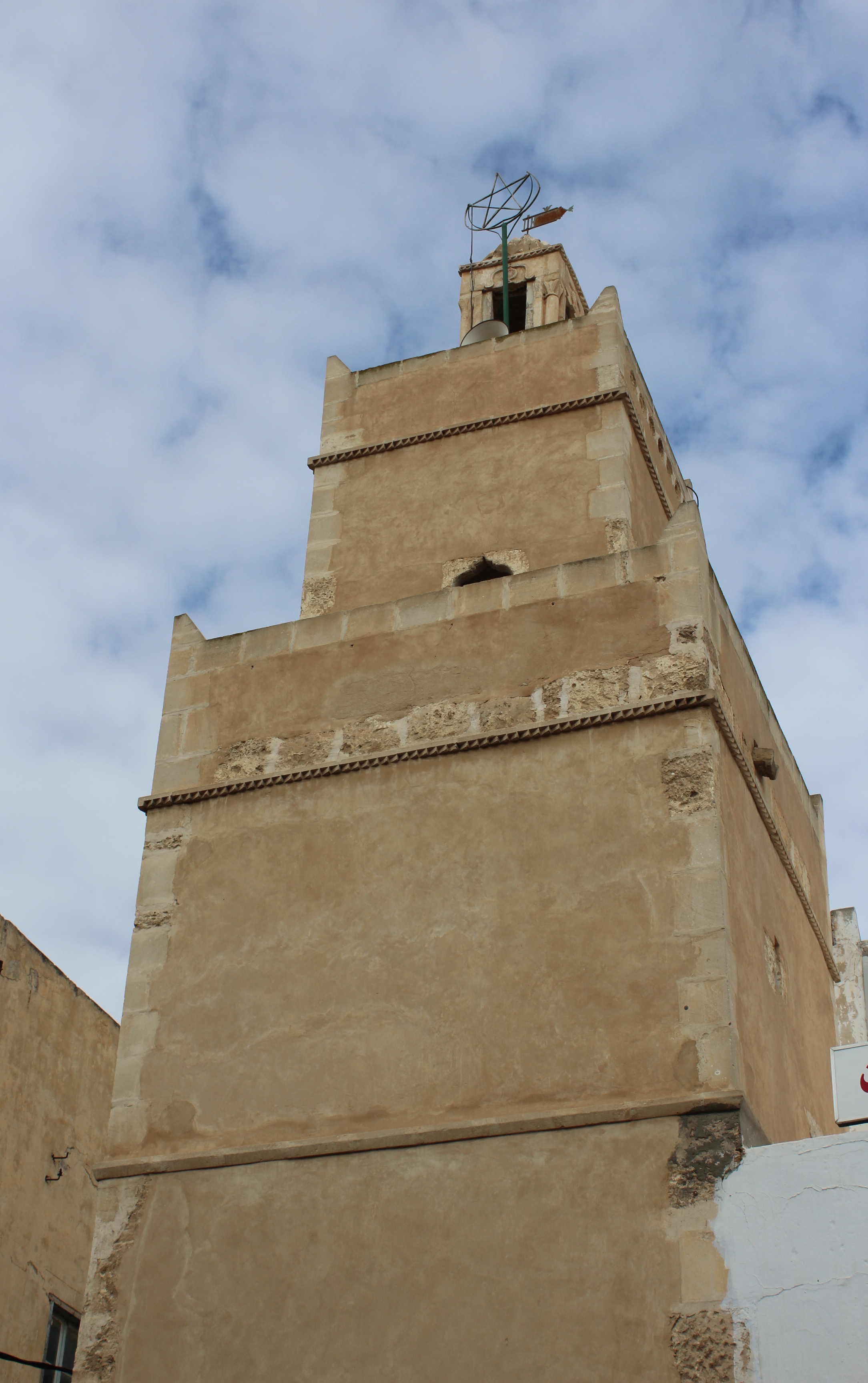
Vue du minaret.

L'architecture de la mosquée, composée de deux patios, à l'est et à l'ouest, confirme l'histoire populaire de sa construction qui combine deux maisons adjacentes avec patio, ce qui confère une certaine originalité à l'édifice. Son minaret de forme tripartite (superposition de trois volumes parallélépipédiques) et à base carrée trouve son inspiration dans le minaret de la grande mosquée.